# Leucatomis incondita
Leucatomis incondita là một loài bướm đêm trong họ Noctuidae.